# Lasiochira jiulongshana
Lasiochira jiulongshana is een vlinder uit de familie sikkelmotten (Oecophoridae). De wetenschappelijke naam van de soort is voor het eerst geldig gepubliceerd in 2014 door A.H. Yin, Shu-xia Wang & Kyu-Tek Park.

## Type
- holotype: "male, 4.VII.2013, leg. Ai-hui Yin and Xiu-chun Wang genitalia slide No. YAH13032"
- instituut: NKUM, Tianjin, China
- typelocatie: "China, Zhejiang Province, Mt. Jiulong, 22°23′N, 118°53′E, 530 m"